# Галлюциноз
Галлюцино́з, или галлюцинато́рный синдро́м, — психотическое расстройство, основным проявлением которого является обильный наплыв галлюцинаций (как правило, простых, то есть в пределах одного анализатора), при отсутствии расстройств сознания. Термин «галлюциноз» был впервые употреблён Карлом Вернике в 1900 году для обозначения состояния с множественными галлюцинациями слуха на фоне ясного сознания, возникающего у алкоголиков.
Развитию галлюциноза предшествуют, как правило, состояние тревоги, страх, беспокойство. Галлюцинозу могут сопутствовать бредовые идеи, идентичные по фабуле содержанию галлюциноза (галлюцинаторный бред). Это особенно характерно для вербального галлюциноза (слова, фразы). В определённых случаях галлюциноз может присутствовать как один из симптомов отравления центральной нервной системы.

## Варианты синдрома по течению
Острый галлюциноз возникает внезапно и сравнительно непродолжителен; выраженный аффект, двигательное возбуждение. Продолжительность обычно 1—2 недели.
Хронический галлюциноз — однообразные галлюцинации, чаще всего «голоса»; монотонный аффект. Продолжительность может достигать нескольких лет.

## Варианты синдрома по виду обманов чувств
Вербальный галлюциноз возникает внезапно в виде монолога или диалога. Различают комментирующий, императивный (повелительный) галлюциноз. Под влиянием галлюцинаций больные могут совершать те или иные неправильные, часто агрессивные, действия в отношении себя или окружающих. Вербальный галлюциноз часто усиливается вечером и ночью.
Зрительный галлюциноз. Истинный зрительный галлюциноз не сопровождается расстройствами сознания, встречается достаточно редко.
Педункулярный зрительный галлюциноз развивается при локализации патологического процесса в ножках головного мозга. Особенность такого галлюциноза — возникновение в полумраке многочисленных подвижных зрительных видений в форме фигур людей, животных, сценоподобных картин. Критическое отношение к этому виду расстройства сохраняется.
Зрительный галлюциноз Ван-Богарта характеризуется яркими зрительными галлюцинациями в виде бабочек, птиц, рыбок. Галлюцинации развиваются после 1 — 2 недель повышенной сонливости, которая может завершиться нарколепсией. Описан при энцефалитах.
Обонятельный галлюциноз Гобека проявляется в том, что больной воспринимает дурные запахи, якобы исходящие от своего тела, иногда сочетается с тактильными галлюцинациями и идеями отношения.
Тактильный галлюциноз. Ощущение ползания по коже или под кожей червей, насекомых, микробов. Обычно ощущения сопровождаются крайне неприятным, тягостным чувством, зудом, беспокойством.

## Псевдогаллюциноз
Псевдогаллюциноз характеризуется наплывом обильных устойчивых псевдогаллюцинаций.

## Галлюцинозы в структуре отдельных болезней
Синдром галлюциноза наблюдается при экзогенных вредностях (инфекциях, травмах мозга или интоксикации) и при соматических заболеваниях (например, атеросклероз сосудов головного мозга), при эпилепсии и органических поражениях головного мозга (включая поражения сифилитической этиологии).
Крайне редко галлюциноз встречается при шизофрении. При этом он бывает представлен исключительно в форме псевдогаллюциноза.
Органический галлюциноз присутствует в МКБ-10 как отдельная диагностическая единица (код F06.0), а хронический галлюциноз входит в диагноз «другие неорганические психотические расстройства» (F28).